# Abdij van Beaulieu

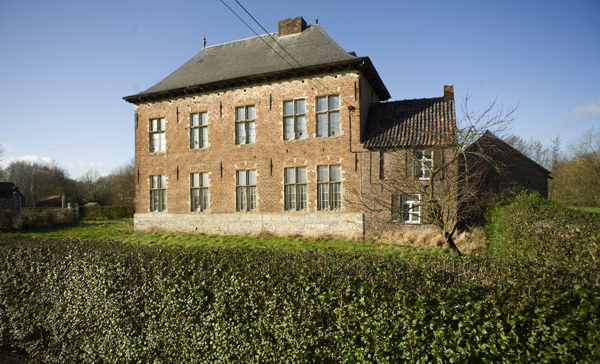
De abdij van Beaulieu

Abdij van Beaulieu is een vroegere abdij gelegen in de Belgische provincie Oost-Vlaanderen en de deelgemeente Petegem van Wortegem-Petegem. De abdij en het dorp liggen nabij de Schelde.

## Geschiedenis
Gwijde van Dampierre kocht in 1286 de baronie of heerlijkheid van Petegem en herstelde de daar aanwezige oude burcht. Een diploma geschonken door Karel de Kale in 864 wijst er op dat deze burcht al door de Frankische koningen van het tweede vorstenhuis werd bewoond. In 1300 was zij dus het buitenverblijf van Gwijde van Dampierre, de graaf van Vlaanderen. Zij diende als verblijfplaats van Filips IV van Frankrijk de Schone (1285–1314), koning van Frankrijk als die in heel Vlaanderen Blijde intredes begint te doen in mei 1301 te Brugge, Gent, Dowaai, Rijsel, Doornik, Aardenburg, Kortrijk en Ieper.
Na de dood van zijn eerste vrouw Mathilde van Béthune (1263) hertrouwde Gwijde van Dampierre in 1265 met Isabella van Luxemburg en verwierf hiermee het graafschap Namen. Zijn vrouw, Isabella van Luxemburg, stichtte op loopafstand van deze oude scheldeburcht een vrouwenklooster  der Arme Klaren die uitgroeide tot een abdij. Met de bouw werd aangevangen in 1290. De locatie werd op 26 december 1293 betrokken. De orde der Clarissen was een contemplatieve kloosterorde. Het was en is een vrouwelijke tak van de vroeg-franciscaanse beweging, en werd gesticht rond 1212 door Clara van Assisi (Clara Sciffi) (1194-1253). 
Het was in die tijd dat burcht en omgeving aan hun naam kwamen: de site was zo mooi dat alleen “Bello loco” of “Beaulieu” rijk genoeg klonk.
Gedurende 5 eeuwen bleef het klooster van Beaulieu bestaan. Tot bij decreet van 1783, toen keizer Jozef II (zijn bijnaam was keizer-koster) het klooster en vele andere kloosterorden afschafte en de nonnen verjoeg. In 1786 werden al de gebouwen verkocht en gedeeltelijk afgebroken.
Alleen de inrijpoort, gastenkwartier, kapelaanshuis en enkele bijgebouwen ontkwamen aan de afbraak. Ondanks het bewogen verleden getuigen deze gebouwen nu nog van een rijke geschiedenis.
De abdij bestaat uit meerdere percelen eigendom:
Het gastenkwartier  de ingangspoort en het kapelaanshuis zijn eigendom van de familie Faveere en de familie De Ruyck.  
Boven de ingangspoort bevindt zich het wapenschild van Gwijde van Dampierre (Guy de Dampierre, comte de Flandre).
Op het domein van het abdij ligt de broer van Isabella van Luxemburg begraven als tempelierridder. Hij stierf aan de pest tijdens de kruisvaart in Jeruzalem. Al zijn bezittingen zijn meebegraven in een loden kist. Volgens oude geschriften ligt hij begraven in abdij.
Begin 2012 stond het landhuis te koop. Het restaurant in het poortgebouw is ondertussen gesloten.
Victor Hugo citeert de abdij van Beaulieu in zijn beroemde roman "Les Misérables" (De ellendigen): "(...) Te Peteghem in Vlaanderen, op dezelfde plaats waar de Merovingische koningen hun zomerpaleis hadden, redde ik in 1793 een klooster van Urbanisten, de abdij van St. Clara en Beaulieu.(...)"

## Afbeeldingen

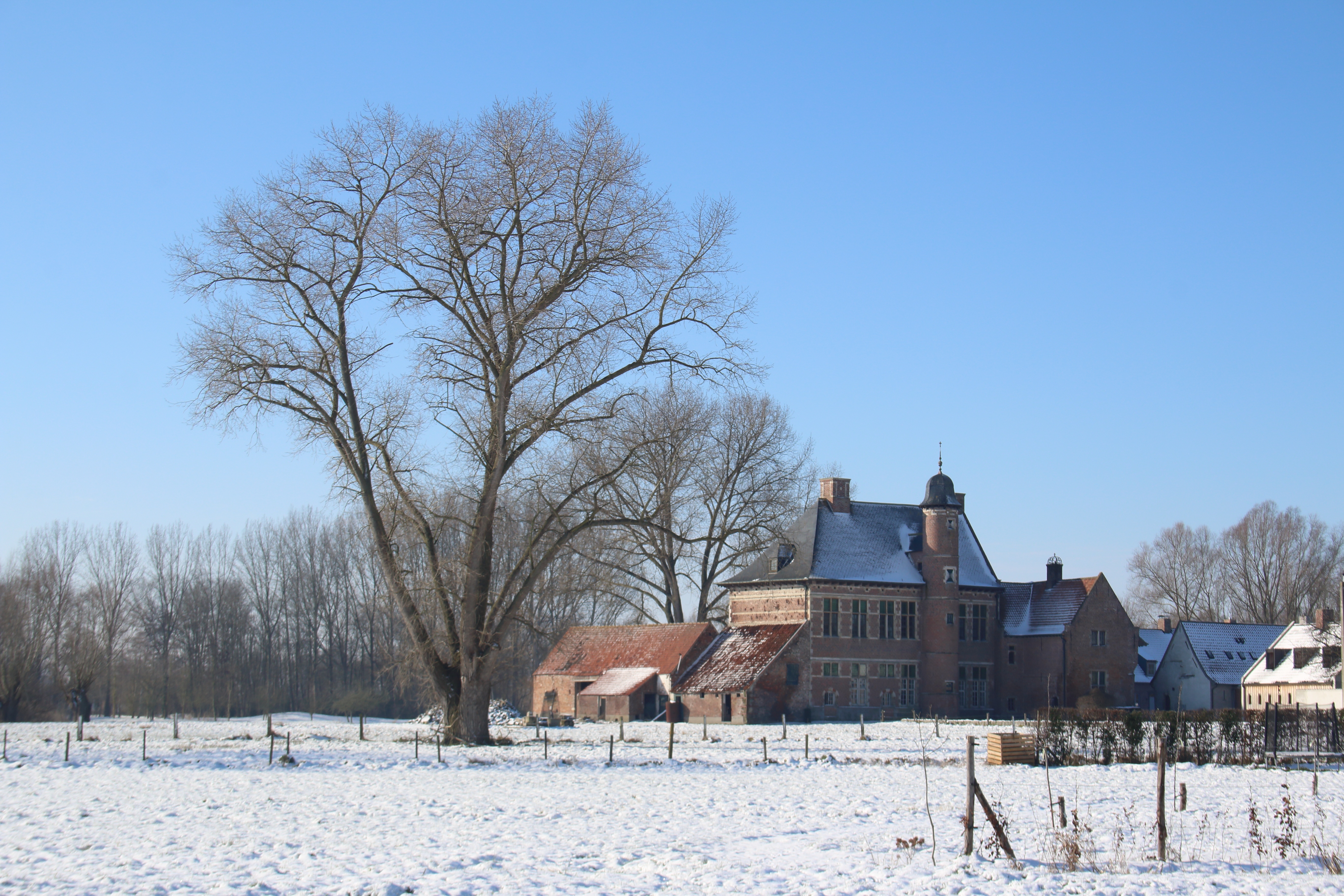
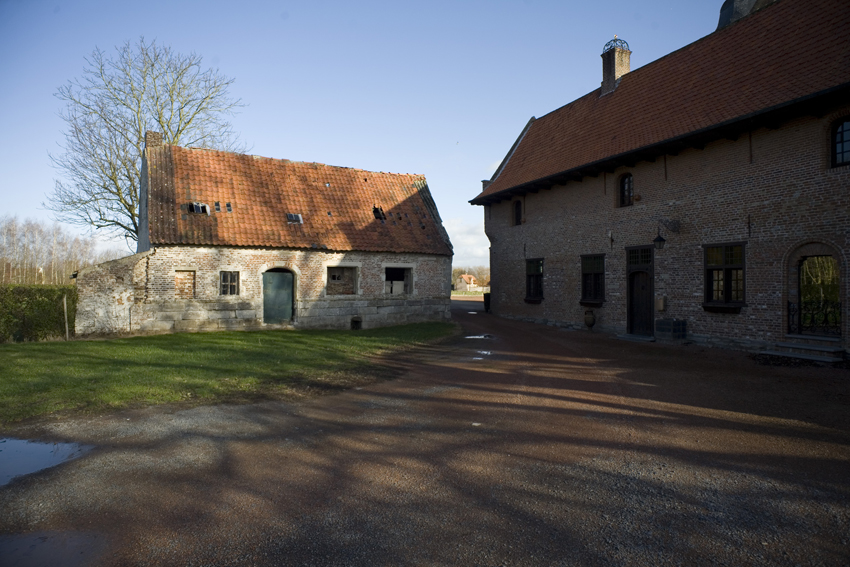
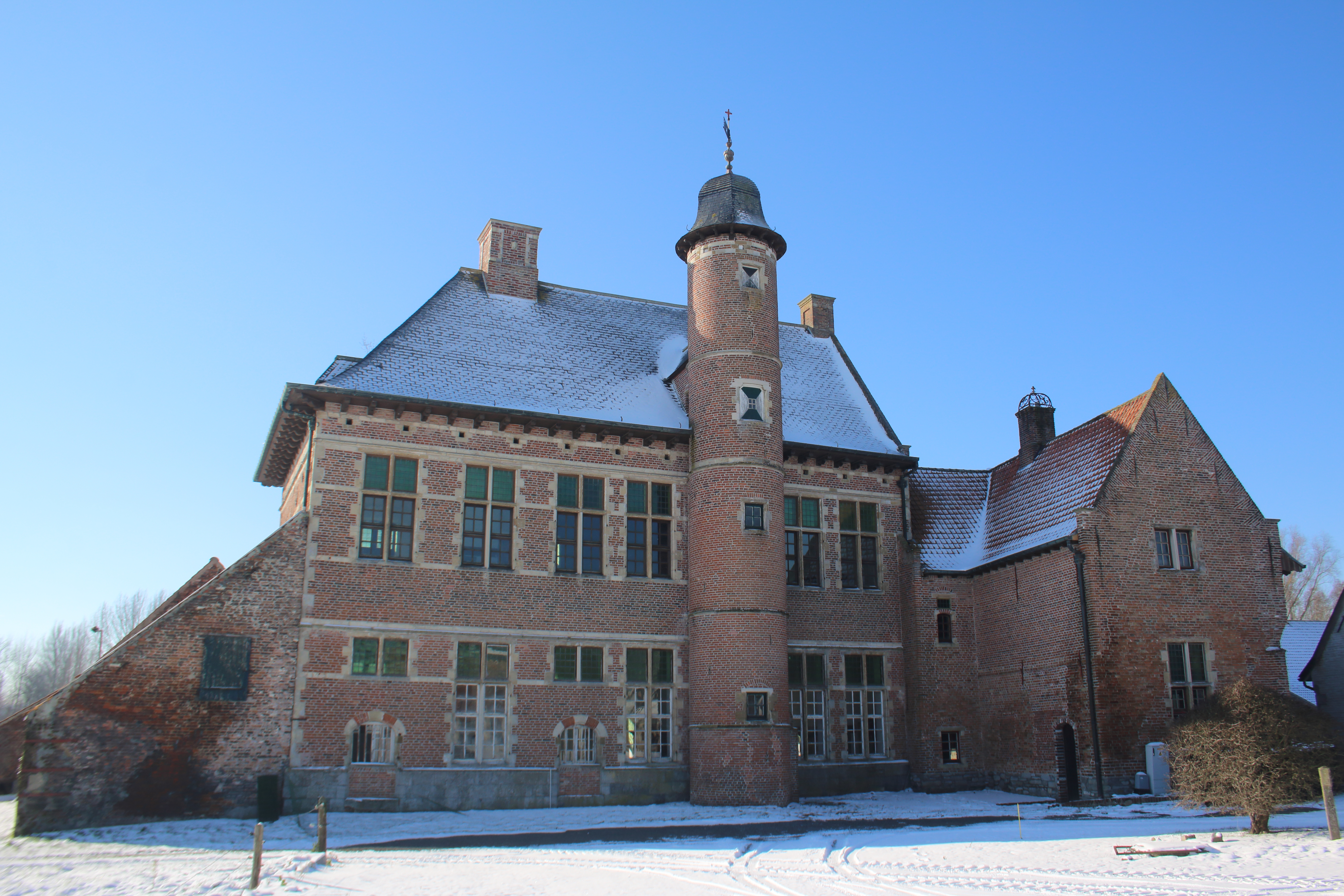
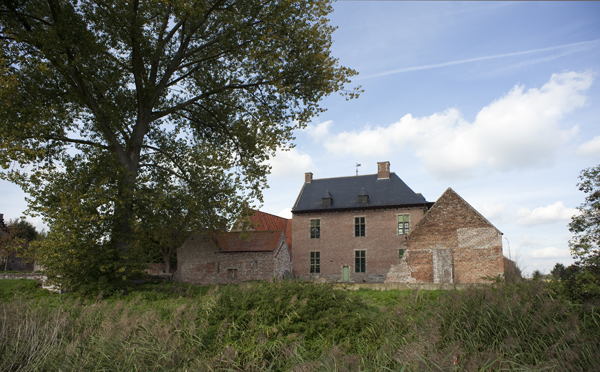
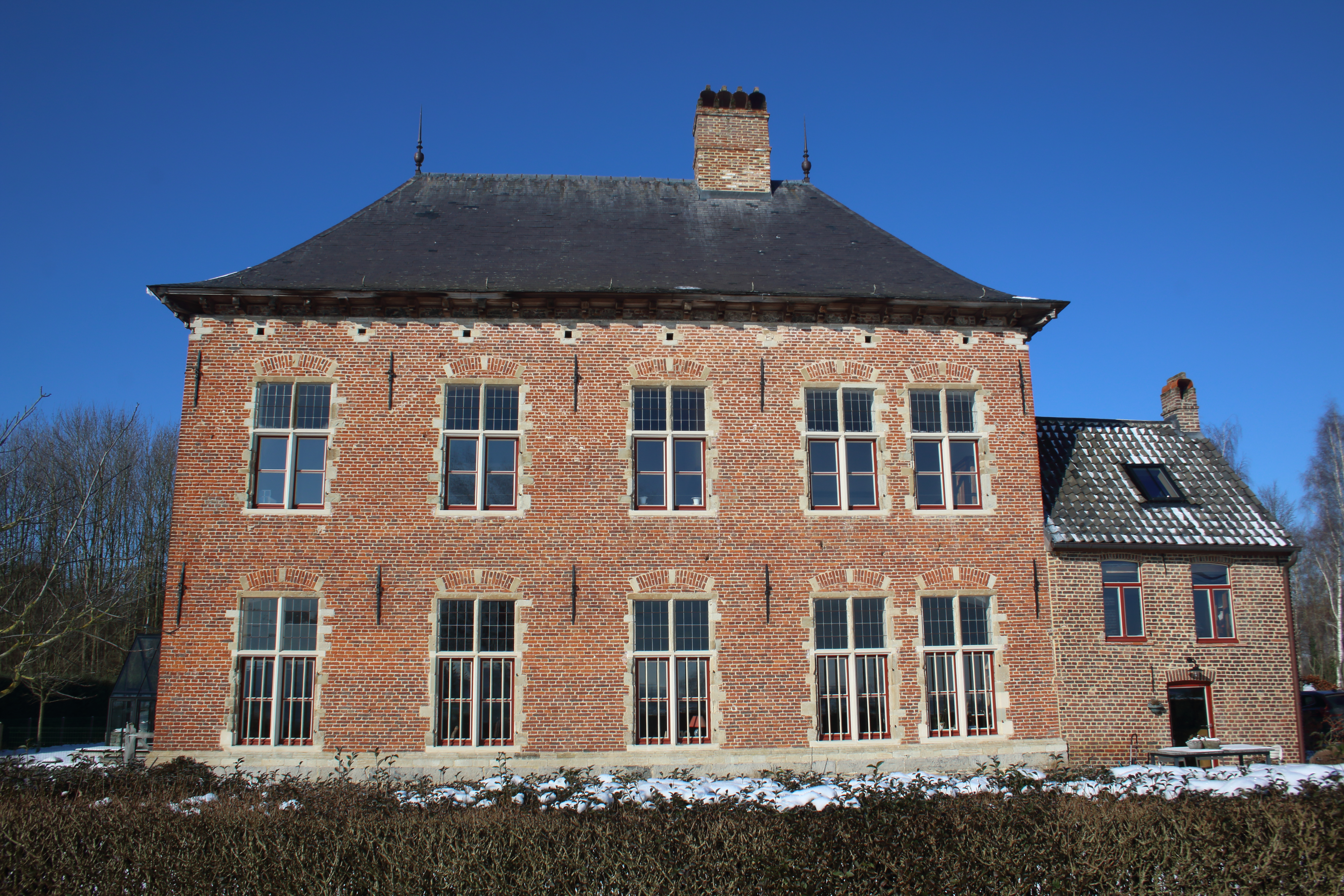